# Okriomyia schwarzi
Okriomyia schwarzi är en tvåvingeart som beskrevs av Peter Kolesik 1998. Okriomyia schwarzi ingår i släktet Okriomyia och familjen gallmyggor. Inga underarter finns listade i Catalogue of Life.